# غوستافو بينيتيز (لاعب كرة قدم)
غوستافو بينيتيز (بالإسبانية: Gustavo Benítez)‏ هو لاعب كرة قدم أرجنتيني في مركز الدفاع، ولد في 7 مارس 1986 في مدينة بيريغامنيو في الأرجنتين. لعب مع سارمينتو دي خونين.

## وصلات خارجية
- غوستافو بينيتيز (لاعب كرة قدم) على موقع قاعدة بيانات كرة القدم.إي يو (الإنجليزية)
- غوستافو بينيتيز (لاعب كرة قدم) على موقع Soccerway.com (الإنجليزية)